# NGC 3349-1
NGC 3349-1 (другие обозначения — MCG 1-28-2, ZWG 38.2, VV 514, PGC 31989) — спиральная галактика (Sc) в созвездии Льва. Открыта Альбертом Мартом в 1865 году.
Эта галактика имеет видимого, а возможно и физического компаньона NGC 3349-2. На вероятность физической связи указывает одинаковое расстояние до галактик и искривлённая форма NGC 3349-2.